# Guerra mormona de 1838
La Guerra mormona es el nombre dado al conflicto de 1838 el cual ocurrió entre los Santos de los Últimos Días (mormones) y sus vecinos de la región noroeste del estado estadounidense de Misuri. También se denomina a este conflicto como Guerra mormona de Misuri para diferenciarlo de la Guerra mormona de Utah (también conocida como Guerra de Utah) y la menos conocida Guerra mormona de Illinois.
Las fechas específicas de la guerra son desde el 6 de agosto de 1838 (la batalla de la elección de Galatin) hasta el 1 de noviembre de 1838 cuando Joseph Smith se rindió en la ciudad de Far West. Durante el conflicto fueron asesinadas veintidós personas (tres mormones y un no mormón en el río Crooked y dieciocho mormones en Haun’s Mill).

## Antecedentes

### Condado de Jackson, 1831-1833
En 1831, algunos miembros de la recién formada Iglesia de Cristo, que entonces tenía su sede en Kirtland, Ohio, comenzaron a establecerse en el condado de Jackson, Misuri. Estos mormones planeaban establecer en Independence, Misuri la ciudad de Sion, y comenzaron a comprar grandes cantidades de tierra. Las diferencias culturales y políticas de los mormones, su cohesión económica y su proselitismo entre los nativos americanos y los afroamericanos contribuyeron a la creciente animosidad. La mayoría de los Santos de los Últimos Días eran originarios de Nueva Inglaterra, el valle de Ohio o Gran Bretaña y, a diferencia de sus vecinos sureños, generalmente se oponían a la esclavitud.
El acoso contra los colones mormones se tornó violento en 1833. En octubre, el almacén mormón en Independence fue saqueado, la imprenta mormona fue destruida, asentamientos mormones en las afueras de la ciudad fueron atacados, y finalmente, los mormones fueron expulsados del condado de Jackson. Los mormones expulsados buscaron refugio en los condados vecinos, especialmente en el condado de Clay.

### Compromiso de Caldwell, 1834-1837
A pesar de sus esfuerzos legales, los mormones no pudieron recuperar sus tierras en el condado de Jackson. En 1834, los mormones intentaron regresar al condado de Jackson con una expedición cuasi-militar conocida como el Campamento de Sión, pero este esfuerzo también fracasó.
Reconociendo la necesidad de una solución más permanente, Alexander William Doniphan, de la legislatura de Misuri, propuso la creación de un nuevo condado específicamente para los mormones. En 1836, la legislatura aprobó una ley que establecía el condado de Caldwell. Los mormones ya habían comenzado a comprar tierras en el propuesto condado de Caldwell, incluidas áreas que fueron divididas para convertirse en parte de los condados de Ray y Daviess. Los mormones comenzaron a establecer la ciudad de Far West como su sede dentro de Misuri.
Este arreglo permitió un período de relativa paz. Según un artículo del Elders' Journal – un periódico Santo de los Últimos Días publicado en Far West – "Los santos aquí están en perfecta paz con todos los habitantes de los alrededores, y la persecución ni siquiera se menciona entre ellos...". John Corrill, uno de los líderes mormones, recordó:

La amistad comenzó a restablecerse entre (los mormones) y sus vecinos, los viejos prejuicios estaban desapareciendo rápidamente y les iba bien, hasta el verano de 1838.

### El compromiso se rompe, 1838
En 1837, problemas en la sede de la iglesia en Kirtland, Ohio, llevaron a una fractura. La iglesia se trasladó en enero de 1838 de Kirtland a Far West, que se convirtió en su nueva sede. La población mormona en Misuri aumentó a medida que cientos de mormones de Kirtland y otros lugares llegaron a la nueva sede en Misuri. 
El nuevo flujo poblacional llevó al establecimiento nuevas colonias fuera del condado de Caldwell, incluidas Adam-ondi-Ahman en el condado de Daviess y De Witt en el condado de Carroll. A los ojos de muchos ciudadanos no mormones, estos asentamientos eran una violación del compromiso. Los mormones sintieron que el compromiso sólo excluía los asentamientos en los condados de Clay y Ray, que tenían importantes centros de población, pero no los condados de Daviess y Carroll, recientemente colonizados. Muchos colonos vieron la expansión de las comunidades mormonas fuera del condado de Caldwell como una amenaza política y económica.

### Sermón de la sal y danitas
Con los mormones de Kirtland ahora en control de la iglesia de Misuri, surgió una lucha de liderazgo con el previamente establecido en Misuri. Muchos de los líderes de Misuri fueron excomulgados por acusaciones de mal uso de la propiedad y las finanzas de la iglesia. Estos "disidentes" poseían una cantidad significativa de tierra en el condado de Caldwell, gran parte de la cual fue comprada cuando actuaban como agentes de la iglesia. La posesión se volvió confusa y los disidentes amenazaron a la iglesia con demandas. La presidencia respondió instando a los disidentes a abandonar el condado, utilizando palabras fuertes que los disidentes interpretaron como amenazas. 
Al mismo tiempo, algunos mormones, liderados por Sampson Avard, comenzaron una organización de vigilantes conocida como los Danitas, cuyos propósitos incluían obedecer a la presidencia de la iglesia "para bien o para mal" y expulsar a los disidentes del condado de Caldwell. El 4 de julio, Rigdon pronunció un discurso donde afirmó que los mormones se defenderían ante los ataques de las turbas. Esto aumentó aún más las tensiones. 
| 1831 | 1833 (condado de Jackson) | 1838 (noroeste de Misuri) |
| --- | --- | --- |
| Enero - Oliver Cowdery, Parley P. Pratt, Frederick G. Williams, y otros misioneros mormones llegan a Misuri Junio - Los mormones comienzan a establecerse en el condado de Jackson Agosto - El lote del templo se dedica en Independence, Misuri | Julio - 20: La prensa del Evening and Morning Star (publicación mormona) es destruida en el condado de Jackson Noviembre - 1: El almacén mormón en Independence es saqueado - 4: Batalla cerca del río Blue (3 bajas); los mormones se rinden y son expulsados del condado de Jackson. | Enero - La sede de la Iglesia de Cristo se traslada de Kirtland, Ohio, a Far West, Misuri, en el condado de Caldwell. Junio - 17: Sermón de la sal; los líderes mormones excomulgados son expulsados de Far West por los danitas Agosto - 6: Batalla del día de elecciones de Gallatin (comienzo de la guerra). Octubre - 1: Sitio de DeWitt; los mormones evacúan el pueblo el 11 - 16: Expedición del condado de Daviess - 23: La milicia de Bogart patrulla la franja de Bunkham; toma cautivos a 3 prisioneros mormones - 24: Batalla del Crooked River (4 bajas). - 27: Se emite la orden de exterminio mormón - 29: Masacre de Haun's Mill (17 muertes). - 31: Sitio de Far West; los mormones se rinden |

## Batalla del día de elecciones de Gallatin
La batalla del día de elecciones de Gallatin fue una escaramuza entre los colonos mormones y no mormones en el recién formado Condado de Daviess, en Misuri, el 6 de agosto de 1838.
Unos doscientos no mormones intentaron por la fuerza evitar que los mormones votaran y se produjo una pelea. Según se comentó más tarde, al inicio de la pelea, el mormón John Butler lanzó una llamada de socorro danita, "¡Oh sí, vosotros danitas, aquí hay un trabajo para vosotros!", que reunió a los mormones y permitió expulsar a sus atacantes. La escaramuza se suele citar como el inicio de la Guerra Mormona de 1838 en Misuri.
El Condado de Daviess era una zona escasamente poblada situada al norte del Condado mormón de Caldwell. Probablemente unas ciento cincuenta familias no mormonas vivieran en Daviess con asentamientos en Millport, Grindstone Fork y la capital del condado, Gallatin (LeSueur, p. 59). En la primavera de 1838, los Santos de los Últimos Días crearon su propio asentamiento llamado Adam-ondi-Ahman y empezaron a asentarse rápidamente en el condado. Por verano, la población mormona igualaba o excedía a la no mormona. Los misurianos no mormones creyeron que la ley de 1836 que creaba los condados de Daviess y Caldwell era parte del compromiso en el cual los mormones estaban de acuerdo en quedarse en Caldwell. Alexander Doniphan, que simpatizaba con los Santos de los Últimos Días y quien introdujo la ley en la legislatura misuriana, creía que la causa de la Guerra Mormona era el ruptura de este compromiso. Más tarde recordó que los problemas empezaron cuando los Santos de los Últimos Días "empezaron a formar un asentamiento en el Condado de Daviess, lo cual, bajo su acuerdo, no tenían derecho a hacer" (Saint's Herald p. 28:230). Las primeras elecciones del Condado de Daviess se realizaron el 6 de agosto de 1838. En el periodo previo al día de las elecciones, los dos candidatos principales para el cargo, el coronel William Peniston (un Whig que había fundado Millport) y el juez Josiah Morin (un demócrata local) visitaron Adam-ondi-Ahman en busca del voto Mormón.
Más tarde, Peniston decidió que los mormones planeaban votar como bloque a su oponente y conspiró para evitar que votaran por la fuerza. Cuando llegó el día de las elecciones, Peniston hizo un discurso en Gallatin diciendo que si los misurianos "permitían a hombres como estos [los mormones] votar, pronto perderían su sufragio" (LeSueur, p. 61).
Cuando unos treinta Santos de los Últimos Días se acercaron al centro electoral, un misuriano llamado Dick Weldon declaró que en el Condado de Clay los mormones no tenían permitido el votar "no más que los negros". Luego empezó una disputa con Samuel Brown, un mormón que esperaba para votar, que acabó cuando Brown golpeó a Weldon. Algunos mormones intentaron contener a Brown pero otros entraron de inmediato en la refriega. Cuando empezó la lucha, John Lowe Butler, un mormón que también era danita, hizo una llamada codificada, "¡Oh sí, vosotros danitas, aquí hay un trabajo para vosotros!" (LeSueur, p. 62). Otros danitas en la multitud inmediatamente se precipitaron hacia la batalla. Aunque superados en número, los mormones mantuvieron su frente y expulsaron a sus atacantes, pero no está claro si pudieron votar antes de abandonar Gallatin.
Los rumores entre ambas partes se extendieron y decían que hubo bajas en el conflicto. Cuando Joseph Smith y unos voluntarios fueron a Adam-ondi-Ahman para evaluar la situación, descubrieron que los rumores no eran ciertos y volvieron a Far West.

## Mormones expulsados de De Witt
A principios de primavera, Henry Root, un misuriano que era una importante terrateniente en el Condado de Caldwell, visitó Far West y vendió sus parcelas en la baldía ciudad de De Witt a los líderes de la iglesia. De Witt poseía una importante localización estratégica cerca de la intersección del Gran Río y el Río Misuri. Dos miembros del  Consejo Superior de Far West, George M. Hinkle y John Murdock, fueron enviados a tomar posesión de la ciudad y empezar a colonizarla (Johnson, p. 666 y Baugh, p. 65). El 30 de julio, los ciudadanos antimormones del Condado de Carroll, concentrados mayoritariamente en Carrollton, se reunieron para discutir con sus nuevos vecinos Santos de los Últimos Días en De Witt. Se decidió que el asunto sobre el permitir a los mormones colonizar el condado se pospondría hasta el día de las elecciones, el 6 de agosto. Solo un puñado de votos fueron emitidos a favor de los mormones. Un comité fue enviado a De Witt para ordenar a los Santos de los Últimos Días que se fueran. Hinkle y Murdock se negaron, citando su derecho como ciudadanos americanos a asentarse donde quisieran. El 7 de agosto, los misurianos tuvieron otro encuentro y votaron la expulsión de los mormones por la fuerza (Misuri republicano, 18 de agosto de 1838). Poco después, la milicia del Condado de Carroll tomaron las armas como vigilantes y empezaron a asediar De Witt. Smith Humphrey, un testigo mormón, contó:
"La mañana del 19 de agosto de 1838 empecé en Dewitt, estaba volviendo a casa y me encontré con una fuerza armada de hombres, supongo que cerca de cien comandados por el coronel [William Claud] Jones y por la fuerza me tomaron prisionero unas dos horas durante el tiempo en el cual amenazaron a la gente llamada mormona tan determinados como estaban de expulsarlos de aquel condado (Johnson, p. 470)".
Los vigilantes acosaron a los Santos de los Últimos Días de De Witt a lo largo del mes de septiembre y quemaron la casa y los establos de Smith Humphrey el 1 de octubre. Después del asedio (del 1 al 11 de octubre) en el cual cientos de vigilantes no mormones acamparon alrededor de la ciudad, los líderes mormones acordaron abandonar el asentamiento y desplazarse al Condado de Caldwell.

## Expedición Daviess
El general David R. Atchison escribió una carta al Gobernador Lilburn Boggs el 16 de octubre de 1838. Dijo que el General Parks le informó que "un puñado de hombres del Condado de Carroll, Misuri con una pieza de artillería, están en marcha por el Condado de Daviess, donde se pensaba que el mismo juego sin ley se iba a volver a producir, y los mormones iban a ser expulsados de ese condado y, probablemente, del Condado de Caldwell. " (Document, p. 39). Atchison dijo además, "Con todo respeto, sugiero a su Excelencia la conveniencia de una visita en persona a la escena de los hechos, o en todo caso, una proclamación fuerte" como la única manera de restablecer la paz y el imperio de la ley. Boggs, sin embargo, hizo caso omiso de este consejo y continuó esperando a que los acontecimientos se resolvieran.
Mientras tanto, un grupo de no mormones de Clinton, Platte, y otros condados comenzaron a hostigar a los mormones en el Condado de Daviess, quemando casas y saqueando propiedades periféricas. Los mormones comenzaron a huir a Adán-ondi-Ahmán para buscar protección y refugio contra el próximo invierno. Joseph Smith, de regreso a Far West desde De Witt, fue informado por el General Doniphan del deterioro de la situación.
Doniphan ya había preparado las tropas para evitar enfrentamientos entre mormones y anti-mormones en el Condado de Daviess. El domingo 14 de octubre, una pequeña compañía de la milicia estatal bajo el mando del coronel William A. Dunn del Condado de Clay llegó a Far West. Dunn, actuando bajo las órdenes de Doniphan, continuó hacia Adán-ondi-Ahmán (Rigdon, 41–42, and Documento, p. 24).
A pesar de que comprendía la difícil situación de los mormones, Doniphan recordó a los Santos de los Últimos Días que la milicia de Caldwell no podía entrar legalmente en el Condado de Daviess, y aconsejó a los mormones viajar allí en partidas pequeñas y sin armas (Baugh, p. 85 y Rigdon, p. 42). Haciendo caso omiso de este abogado, un juez mormón del Condado de Caldwell, llamó a la milicia de Caldwell, encabezada por el Coronel George M. Hinkle. Aunque los funcionarios solo pueden actuar legalmente en el condado, este juez autorizó a Hinkle a defender los asentamientos mormones en el vecino condado de Daviess (LeSueur, p. 116).
El Coronel Hinkle y mormones de la milicia de Caldwell se sumaron a los líderes de la iglesia incluyendo Joseph Smith y también por sujetos de los danitas (Baugh, p. 86). El 18 de octubre, los mormones empezaron a actuar como vigilantes y desfilaron con armas en tres grupos a los asentamientos de Gallatin, Millport y Grindstone Fork en Misuri. La gente de Misuri y sus familias, superados en número por los mormones, huyeron hacia el frío como refugiados, dirigiéndose hacia los condados vecinos lo mejor que pudieron. Después de haber tomado el control de los asentamientos en Misuri, los mormones saquearon las propiedades y quemaron las casas. Se informa de que la sede del condado, Gallatin, ha sido "completamente destrozada" - solo una tienda de zapatos se mantuvo indemne (Document, pp. 53–54, and Baugh, p. 87). Millport, Grindstone Fork y los asentamientos más pequeños de Misuri situados en Splawn's Ridge corrieron una suerte similar.
Durante los días que siguieron, los vigilantes mormones, bajo la dirección de Lyman Wight llevaron a personas de Misuri que vivían en granjas alejadas de sus hogares, que fueron igualmente saqueados y quemados (Thorp, p. 83, y Baugh, p. 91). Según un testigo, "podríamos estar en nuestra puerta y ver la quema de casas cada noche durante más de dos semanas... los mormones han destrozado completamente el Condado de Daviess. Apenas una casa de un lugareño quedó en pie en todo el condado. Casi cada una fue incendiada" (McGee, p. 13). Muchos de los mormones se vieron muy perturbados por los sucesos. El líder mormón John Corrill escribió, "el amor al pillaje creció entre ellos muy rápido, ya que saquearon todo tipo de bienes que pudieron obtener" (Corrill, p. 38). Algunos mormones, como William Foote, dijo que algunas personas de Misuri habían quemado sus casas con el fin de culpar a los mormones (Foote, p. 25). Ninguna de estas alegaciones, sin embargo, pretende ser testigo ocular de cualquier casa individual ardiendo. En su gran mayoría, estas reclamaciones se contradicen con la mayoría de los testimonios de los mormones y de los lugareños (que implican a los mormones en la quema) y también por las pruebas de los bienes robados encontrados en posesión de los mormones.
Por temor a represalias por parte de las gentes de Misuri, los mormones de las zonas periféricas del Condado de Daviess fueron animados a reunirse en Adán-ondi-Ahmán para protegerse. Thomas B. Marsh, presidente del Quórum de los Doce Apóstoles de la iglesia, y su compañero, también apóstol, Orson Hyde estaban alarmados por las actividades que habían tenido lugar en el Condado de Daviess.
El 24 de octubre, Marsh y Hyde dejaron la compañía de sus compañeros mormones y viajaron a Richmond, en el 
Condado de Ray. Una vez ahí, llevaron a cabo declaraciones juradas concernientes a la quema y saqueo del Condado de Daviess. También informaron de la existencia del grupo danita entre los mormones y repitieron el rumor popular que decía que un grupo de danitas estaba planeando atacar y quemar Richmond y Liberty (affidavit). Cercanas estas noticias de Daviess, estos informes de las bocas de líderes mormones disidentes, parecieron confirmar los peores temores de los nativos de Misuri.

## Batalla del Crooked River
El general Atchison ordenó a la milicia del Capitán Bogart que patrullara la Franja de Bunkham, una separación escasamente poblada entre el condado de Ray y el condado de Caldwell, debido a los rumores de una inminente invasión mormona al condado, aunque tal invasión nunca fue contemplada.
Bogart, que había sido parte de la turba que sitió a los mormones en DeWitt, desarmó a los colonos mormones en la frontera. A su regreso, tomó cautivos a tres mormones. Cuando llegaron a Far West informes de prisioneros capturados y amenazados de ejecución, se formó un grupo de rescate armado dirigido por David W. Patten.

Al amanecer del 25 de octubre, la fuerza mormona se encontró con la unidad de Bogart cerca del río Crooked. Se produjo un tiroteo y ambos bandos afirmaron que el otro disparó primero. Los mormones cargaron contra la posición de la milicia, y la milicia se retiró al otro lado del río. Tres mormones, incluido Patten, murieron y un miliciano murió.

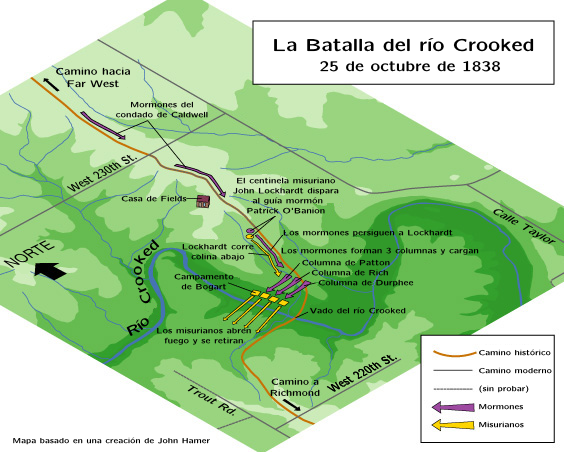
Mapa que ilustra la Batalla de Crooked River.

## Orden de Exterminio
Las noticias de la batalla enseguida se extendieron y contribuyeron a sembrar el pánico en el noroeste de Misuri. Las noticias iniciales exageradas indicaban que casi toda la compañía de Bogart había sido asesinada (Documento, p. 60). Los generales Atchison, Doniphon y Parks decidieron que necesitaban llamar a la milicia para «prevenir más violencia». Así fue como se explicó en una carta al coronel del Ejército americano R. B. Mason de Fort Leavenworth:

Los ciudadanos de Daviess, Coroll y otros condados normales han levantado multitud tras multitud durante los dos últimos meses para expulsar a un grupo de fanáticos (llamados mormones) de esos condados y del Estado. Estas cosas han incitado al fin a los mormones a un estado de desesperación que ahora les ha convertido en agresores en vez de actuar a la defensiva.»
(LeSueur, p. 145)

Mientras se reunían las milicias estatales, los partidos vigilantes de Misuri continuaron actuando por cuenta propia, conduciendo a los mormones a Far West y a Adam-ondi Ahman.
Mientras tanto, los informes exagerados de la Batalla de Crooked River llegaron al gobernador de Misuri, Lilburn Boggs. Boggs podría albergar prejuicios contra los mormones, que databan de la época en la que tanto él como los mormones vivían en el Condado de Jackson, y el gobernador creyó los informes.
Aunque se había abstenido de poner fin al asedio antimormón ilegal de DeWitt, ahora preparaba una milicia estatal de 2500 hombres para poner fin a lo que consideraba una insurrección mormona contra el Estado. Posiblemente basándose en el sermón del 4 de julio de Rigdon, que hablaba de una "guerra de exterminio", Boggs emitió su infame Orden de exterminio, en la que afirmó que «los mormones deben ser tratados como enemigos, y deben ser exterminados o expulsados del Estado si es necesario para la paz pública...» (Documento, p. 61).

## Masacre del Molino de Haun
La agitación contra los Santos de los Últimos Días se había vuelto muy fiera en los escasamente poblados condados del norte y este de Caldwell. Los refugiados antimormones que habían sido expulsados del Condado de Daviess huyeron al Condado de Livingston y fueron particularmente encarnizados. Un historiador misuriano del siglo XIX anotó:
"Los hombres del Condado de Daviess estaban muy ofuscados contra los mormones y prometieron la más horrenda venganza contra la secta en su totalidad. No importada si los mormones o no en el molino de Haun habían tomado parte en los disturbios ocurridos en Daviess; era suficiente el que fueran mormones. Los hombres de Livingston se imbuyeron en el mismo espíritu y estaban ansiosos por la incursión... sintiendo una extraordinaria simpatía hacia los ultrajes que habían sufrido sus vecinos" (Baugh, p. 115).
También se unieron al grupo antimormones del asentamiento en el extremo noreste del Condado de Caldwell, que habían huido al condado de Livingston. Unidos bajo el liderazgo del coronel Thomas Jennings del Condado de Livingston, estos hombres determinaron realizar incursiones aisladas a las casas y asentamientos mormones en el este del Condado de Caldwell. Aunque acababa de ser expelida, es muy improbable que la "Orden de Exterminio" del gobernador les hubiera llegado a estos hombres, y en ningún momento tal orden les autorizaba cruzar el Condado de Caldwell para hacer redadas. También debería ser mencionado que ninguno de los participantes en la redada citó nunca la orden como justificación de sus acciones, (Baugh, p. 127).
El 29 de octubre, esta gran banda de vigilantes de unos 250 hombres reunidos entró en el este del Condado de Caldwell.
Construido a lo largo de Shoal Creek, el molino de Haun era uno de los primeros asentamientos mormones en el Condado de Caldwell y era una estación de paso en la ruta desde el este hasta Far West. Cuando los incursionistas misurianos alcanzaron el asentamiento en la tarde del 30 de octubre, unas 30 0 40 familias mormonas estaban viviendo o acampando allí. La multitud abrió fuego en un ataque sorpresa, lo que llevó a los mormones a huir en todas direcciones. Cuando las mujeres y niñas mormones se dispersaron y se ocultaron en los bosques de los alrededores y en las casas cercanas, los hombres y niños mormones se reunieron para defender el asentamiento. Entraron en una herrería que tenían esperanza de usar como una fortificación defensiva improvisada. Por desgracia, la tienda tenía grandes agujeros entre los troncos por los cuales los misurianos dispararon y, como un mormón dijo después, se convirtió más en una "carnicería que en un refugio" (Lee, p. 80). La multitud no les dio cuartel. Después de que la mayoría de los defensores de la herrería fueran asesinados o heridos de muerte, algunos de los misurianos entraron para acabar el trabajo. Encontraron al niño de 10 años Sardius Smith escondido detrás de los fuelles, William Reynolds del Condado de Livingston le disparó y le mató diciendo "La liendres se convierten en piojos, y si hubiera vivido se habría convertido en mormón" (LeSueur, p. 167).
En total, fueron asesinados unos 18 Santos de los Últimos Días en lo que pasó a llamarse la Masacre del Molino de Haun. La mayoría de los supervivientes se abrieron paso como pudieron hasta Far West, con noticias de la masacre que crearon la sensación de una gran ansiedad.

## Sitio de Far West y captura de los líderes de la iglesia
Ante el abrumador poder del estado de Misuri, los Santos de los Últimos Días estaban ahora claramente a la defensiva. Muchos mormones se reunieron en Far West y Adam-ondi-Ahman para protegerse. El mayor general Samuel D. Lucas marchó con la milicia estatal hacia Far West y sitió los cuarteles mormones.
Rodeados por la milicia estatal, el estado de ánimo en la asediada Far West era inquieto. Joseph Smith ordenó al coronel George M. Hinkle, la cabeza de la milicia mormona en el Condado de Caldwell, aguantar y reunirse con el general Lucas para llegar a un acuerdo. Según Hinkle, Smith quería un tratado con los misurianos en cualquier condición excepto ir en batalla (Journal History, p. 13:449). Otros testigos mormones recordaron que Smith dijo "suplica como un perro por la paz" (Corril, p. 41 and Peck, p. 24).
Las peticiones de Lucas fueron duras. Los mormones tenían que dejar a sus líderes para que fueran juzgados y devolver todas sus armas. Cada mormón que hubiera tomado las armas vendería su propiedad para pagar los daños a la propiedad misuriana y para la asamblea de la milicia estatal. Finalmente, los mormones que hubieran tomado las armas deberían abandonar el estado. (Documento, p. 73). El coronel Hinkle declaró que los mormones ayudarían a llevar a la justicia a aquellos mormones que hubieran violado la ley, pero protestó que los otros términos eran ilegales y anticonstitucionales (Journal History, p. 13:451).
El coronel Hinkle cabalgó hacia los líderes de la iglesia en Far West y les informó sus propuestas. Según el testigo mormón Reed Peck, cuando se le dijo a Smith que se esperaba que los mormones abandonaran el estado, el profeta respondió que "no le preocupaba" y que estaría contento de abandonar el "maldito estado" de todas formas (Peck, p. 27). Joseph Smith y otros líderes cabalgaron con Hinkle hacia el campamento de la milicia misuriana. La milicia arrestó rápidamente a Smith y a los otros líderes. Smith creía que Hinkle le había traicionado (Jesse, p. 362), pero Hinkle mantuvo su inocencia y dijo que seguía las órdenes de Smith. Hinkle escribió a William Wines Phelps, un mormón testigo de los hechos: «Cuando se le presentó a José los hechos, ¿no dijo él?: Yo iré, y ¿no fueron los demás con el? Y ello también hecho voluntariamente, en tanto nos concierne a ti y a mi» (Journal History, 13:451).
Joseph Smith y los otros líderes arrestados fueron puestos bajo vigilancia durante la noche que pasaron en el campamento del general Lucas, donde se les dejó a merced del clima. Lucas quería juzgarles con una corte marcial y ordenó al general Alexander William Doniphan que ejecutara a los prisioneros. Doniphan se negó a acatar la orden. Más tarde los líderes de la iglesia fueron entregados a las cortes civiles, donde fueron detenidos sin juicio alguno. Los vigilantes no anti-mormones también fueron detenidos o juzgados por su parte en la masacre que tuvo lugar en el Molino de Haun.

## Secuelas
Misuri acusó a los mormones del conflicto y les forzó a vender sus tierras para pagar a la milicia estatal. Despojados de su propiedad, los mormones tuvieron unos meses para abandonar el estado. La mayoría de los refugiados se movieron hacia el este, hacia Illinois, donde los residentes de la ciudad de Quincy les ayudaron. Finalmente la mayor parte de los mormones se agruparon y fundaron una nueva ciudad en Illinois a la que llamaron Nauvoo.
Joseph Smith, Sidney Rigdon y otros líderes de la iglesia fueron procesados. Los abogados de Smith argumentaron con éxito contra varios cargos de los que se le acusaba para que pareciera un juicio justo. Smith fue trasladado de una celda en Richmond a otra en Liberty. Tras varios meses de cautividad hacinado en una celda bajo tierra y sin aparente voluntad de intentar cualquier tipo de procesamiento mientras al mismo tiempo la opinión pública no le quería poner en libertad, se le permitió a Smith y a otros líderes escapar. Huyeron a Illinois, donde se unieron a la mayoría de los mormones. El 6 de mayo de 1842. El gobernador Lilburn Boggs recibió un disparo en la cabeza, cuando estaba en su casa, a tres cuadras de distancia del Terreno del Templo. Sobrevivió, pero los mormones fueron sospechosos del crimen y el partidario de los mormones Porter Rockwell fue arrestado pero nunca fue condenado.